# Idiocera sexguttata
Idiocera sexguttata là một loài ruồi trong họ Limoniidae. Chúng phân bố ở miền Cổ bắc.